# Jules Cotard

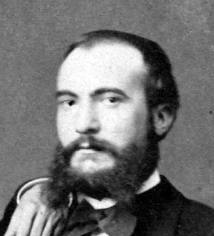
Jules Cotard

Jules Cotard (* 1. Juni 1840; † 19. August 1889) war ein französischer Mediziner.
Cotard studierte Medizin in Paris und arbeitete am Hôpital Salpêtrière. Hier interessierte er sich für die Auswirkungen von Hirnschädigungen infolge einer Apoplexie. Zu diesem Zweck führte er Autopsien durch, um das geschädigte Gehirn untersuchen zu können. 1866 veröffentlichten Cotard und der Medizinstudent Jean Louis Prévost eine Arbeit zur Gehirnerweichung (Enzephalomalazie).
1869 verließ Cotard das Hôpital Salpêtrière. Von 1870 bis 1871 nahm er in einem Infanterieregiment als Chirurg am Deutsch-Französischen Krieg teil. Danach ließ sich Cotard als Arzt in Vanves nieder. Seine medizinischen Forschungsgebiete waren Diabetes mellitus und psychische Störungen. 1882 beschrieb er erstmals das Erscheinungsbild des sogenannten Verleugnungswahns, den er mit seinem Namen als Délire de Cotard bezeichnete. Im deutschsprachigen Raum werden die klinischen Merkmale seitdem unter dem Begriff Cotard-Syndrom zusammengefasst.

## Veröffentlichungen
- mit Jean Louis Prévost: Études physiologiques et pathologiques sur le ramollissement cérébral. 1866.
- Étude sur l'atrophie partielle du cerveau. 1868.
- Du delire des negations. In: Archive de Neurologie. 1882.
- Etudes sur les maladies cerebrales et mentales. 1891 (posthum).

| Personendaten    | Personendaten           |
| ---------------- | ----------------------- |
| NAME             | Cotard, Jules           |
| KURZBESCHREIBUNG | französischer Mediziner |
| GEBURTSDATUM     | 1. Juni 1840            |
| STERBEDATUM      | 19. August 1889         |